# 深圳高速公路
深圳高速公路集团股份有限公司，簡稱深圳高速公路股份，深圳高速公路，深高速（英語：Shenzhen Expressway Company Limited，港交所：0548、上交所：600548），於1996年由廣東省路橋建設發展有限公司、招商局華建公路投資有限公司等企業組成，現時為深圳市人民政府国有资产监督管理委员会直管企业。2021年12月，深圳高速公路股份有限公司更名为深圳高速公路集团股份有限公司。
該股份在1997年3月12日和2001年12月25日分別於香港和上海主板上市。而業務主要為收费公路和道路的投资、建设及经营管理。
董事長為楊海，總裁為吴亚德。總部位於中国广东省深圳市福田区益田路江苏大厦裙楼2至4层。
2017年5月26日深圳高速公路旗下全資子公司深圳高速環境有限公司經重慶市聯合產權交易所，以44.086445億元現金成功競得重慶德潤環境20%的股權，德潤環境持有A股上市公司重慶水務50.04%股權，為其控股股東。德潤環境目前還持有重慶三峰環境產業集團有限公司57.12%股份、重慶德潤新邦環境修復有限公司30%股份、重慶德潤環保科技產業有限公司66.67%股份、中渝(重慶)環保產業發展有限公司46.67%股份。

## 经营及管理的高速公路

### 拥有项目权益的道路
（括号内百分号为持有的项目权益比，未标注者为全资拥有）
- 深圳市内：機荷高速公路（包括西段及东段）、深圳外环高速、广深沿江高速深圳段、水官高速公路（50%）、清平高速公路一期（40%）
- 广东省内其他城市：廣梧高速（30%）、中江高速公路（25%）、江鹤高速公路二期（25%）、清连高速、阳茂高速（25%）、广州西二环高速公路（25%）
- 广东省外：益常高速公路（长张高速公路益常段），武黄高速公路

### 只拥有管理维护权的道路
- 梅觀高速、鹽壩高速、鹽排高速、南光高速（以上高速公路均位于深圳市，均由深高速负责项目投资，曾拥有经营权，现为深圳市政府拥有的免费道路）
- 龙大高速公路深圳段（原由深圳国际拥有权益，深高速代管，现为深圳市政府拥有的免费道路）

## 外部連結
- 官方网站 （页面存档备份，存于）